# François Datelin
Pour les articles homonymes, voir Datelin et Brioché.

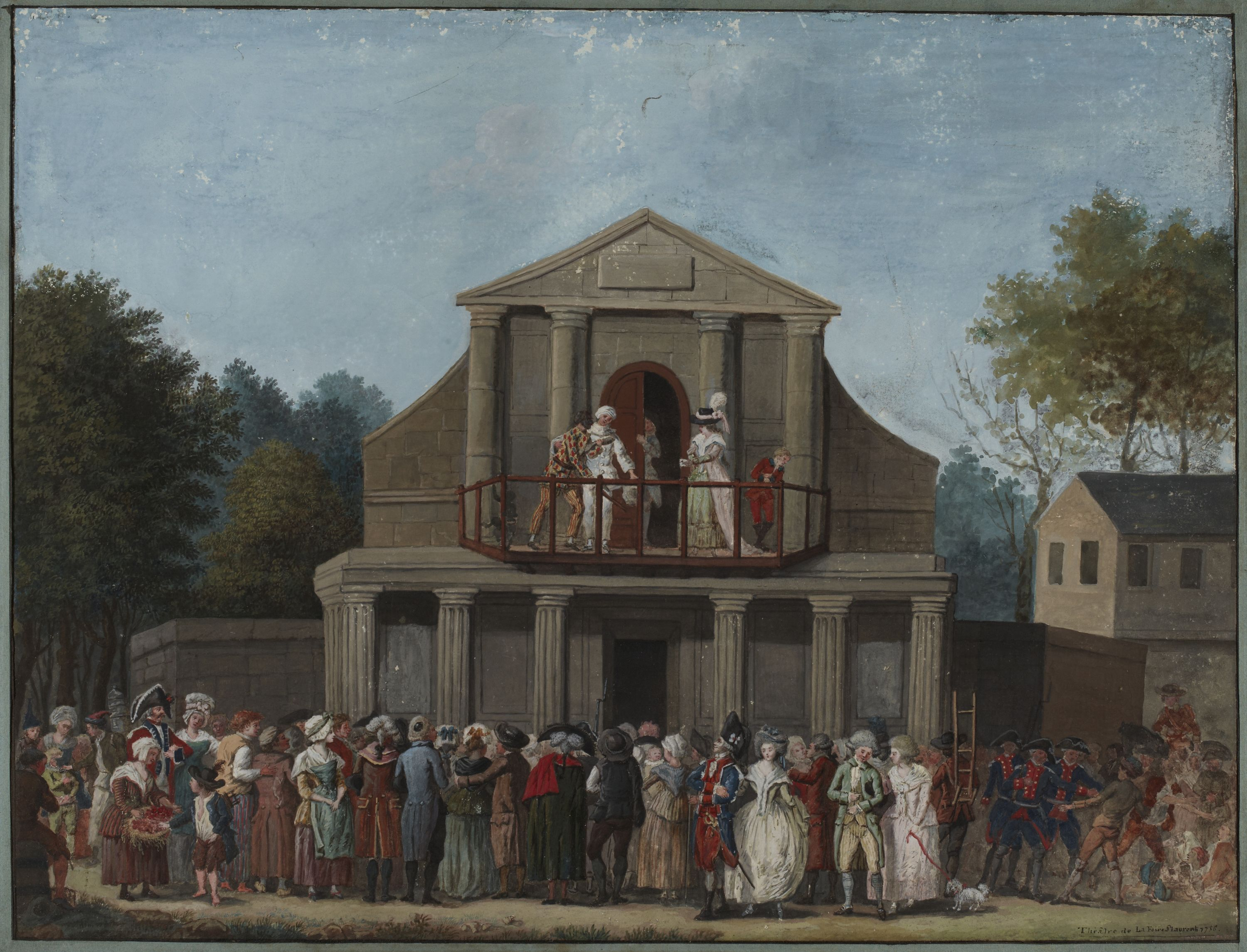
La foire Saint-Laurent

François Datelin, dit Fanchon Brioché, né le 9 juin 1620 à Paris, où il est mort le 31 mars 1681, est un célèbre montreur de marionnettes du XVIIe siècle.
Fils de Jean Brioché, il reprit le théâtre de marionnettes de son père aux foires Saint-Laurent et Saint-Germain. Selon Brossette, il surpassa encore son père dans le métier de faire agir et parler agréablement ses marionnettes.
En 1677, Boileau a immortalisé Brioché fils dans sa VIIe épître adressée à Racine  : « Et non loin de la place où Brioché préside… »
C’est lui dont le singe, Fagotin, fut tué d’un coup d’épée par Cyrano de Bergerac qui l’avait pris pour un laquais qui lui faisait la grimace, et donna lieu, de la part de son ancien amant d'Assoucy, à un curieux opuscule littéraire intitulé Combat de Cirano de Bergerac contre le singe de Brioché au bout du Pont-Neuf : « II [Fagotin] étoit grand comme un petit homme et bouffon en diable, son maître l’avoit coiffé d’un vieux vigogne dont un plumet cachoit les fissures et la colle; il luy avoit ceint le cou d’une fraise à la Scaramouche ; il luy faisoit porter un pourpoint à six basques mouvantes, garni de passemens et d’aiguillettes, vêtement qui sentoit le laquéisme; il lui avoit concédé un baudrier d’où pendoit une lame sans pointe. » Le nom et l’emploi de Fagotin, qui a succombé dans ce duel si inégal contre Cyrano, lui ont également survécu et Fagotin a été, jusqu’aux dernières années du XVIIe siècle, le compagnon obligé de tout bon joueur de marionnettes.
Le 19 janvier 1644, François Datelin a épousé à Paris, Anne Péron (vers 1625-1658), dont il a eu au moins deux enfants : François (1647-1699) et Jeanne.

## Sources
- Gustave Vapereau, Dictionnaire universel des littératures, Paris, Hachette, 1876, p. 326
- Charles Magnin, Histoire des marionnettes en Europe depuis l’Antiquité jusqu’à nos jours, Paris, Michel Lévy frères, 1852, p. 135-42.